# Parti du mouvement populaire malaisien
Ne doit pas être confondu avec Parti du mouvement populaire ou Parti Mouvement populaire.
Le Parti du mouvement populaire malaisien (Parti Gerakan Rakyat Malaysia) est un parti politique malaisien, membre observateur de l'Internationale libérale.
Il a été co-fondé par Tan Chee Khoon et Lim Chong Eu (en).

## Liens
Site du Gerakan